# Lijst van beelden in Koggenland
Dit is een (onvolledige) chronologische lijst van beelden in Koggenland. Onder een beeld wordt hier verstaan elk driedimensionaal kunstwerk in de openbare ruimte van de Nederlandse gemeente Koggenland, waarbij beeld wordt gebruikt als verzamelbegrip voor sculpturen, standbeelden, installaties, gedenktekens en overige beeldhouwwerken.
| Geplaatst | Omschrijving                                                                         | Kunstenaar                    | Straat                                                   | Plaats      | Materiaal          | Afbeelding |
| --------- | ------------------------------------------------------------------------------------ | ----------------------------- | -------------------------------------------------------- | ----------- | ------------------ | ---------- |
| 1850      | Sint Joris en de Draak                                                               | onbekend                      | Spierdijkerweg (St. Georgiuskerk)                        | Spierdijk   |                    |            |
| 1875      | Leeuwen op gevel Raadhuis                                                            | onbekend                      | Dorpsstraat 106                                          | Obdam       |                    |            |
| 1922      | Heilig Hartbeeld                                                                     | onbekend                      | Spierdijkerweg (naast de ingang van de RK begraafplaats) | Spierdijk   |                    |            |
| 1930      | Onze Lieve Vrouw van de Heilige Rozenkrans                                           | Atelier van Pierre Cuypers    | De Goorn (OLV van de Heilige Rozenkranskerk)             | De Goorn    |                    |            |
| 1934      | Maria                                                                                | onbekend                      | Zuidermeerweg (kerk OLV v. Lourdes)                      | Zuidermeer  |                    |            |
| 1947      | Heilig Hartbeeld                                                                     | Johannes Petrus Maas en zonen | Dorpsstraat (St. Victorkerk)                             | Obdam       |                    |            |
| 1970      | Van vaar tot rijpolder - ruilverkaveling 1959-1962                                   | Lense Elzinga                 | Kerkweg                                                  | Hensbroek   | brons              |            |
| 1978      | H.K.F. Cohen (plaatselijke huisarts)                                                 | Pieter de Monchy              | Kerkweg/Dorpsweg                                         | Hensbroek   | brons              |            |
| ca. 1980  | Crucifix, is later tot grafmonument verworden                                        |                               | Achter De Goorn 69                                       | De Goorn    |                    |            |
| 1988      | Opoe "Kee"                                                                           | Rem de Boer                   | Dorpsstraat                                              | Obdam       |                    |            |
| 1990?     | Paard                                                                                | Emile ?                       | Grosthuizen (Grosthuizerschool)                          | Grosthuizen |                    |            |
| 2004      | Gedragen                                                                             | Henny Mazurel en Trudy Keyzer | Dorpsstraat achter 149                                   | Obam        |                    |            |
| 2005      | Dubbelvorm                                                                           | John Spek                     | Burgemeester de Nijsplein                                | Obdam       |                    |            |
| 2009      |                                                                                      | Peter Koelemeijer             | Dorpsstraat t.h.v. 155                                   | Obdam       | Belgisch hardsteen |            |
| 2013      | Monument ter herinnering aan de heropening van het Cultureel Centrum Berkhouter Kerk | Cobi Dierikx                  | Kerkebuurt 172                                           | Berkhout    | Cortenstaal        |            |
| Onbekend  | Jozef Antonius Buis                                                                  |                               | Dorpsstraat 106                                          | Obdam       |                    |            |
| Onbekend  | Crucifix                                                                             |                               | t.o. Spierdijkerweg 107                                  | Spierdijk   |                    |            |
| Onbekend  | Herinneringsmonument omgekomen vliegers                                              |                               | Kerkebuurt 172                                           | Berkhout    | Baksteen           |            |